# Rosa Genís Perramon
Rosa Genís Perramon   (Figueres, 1917 - Figueres, 2002) fou una pintora catalana.
Filla de Teresa Perramon Cuadevall i Facund Genís Fajula, des de molt jove ja feia dibuixos sobre cartó. Entre 1926 i 1929, va anar a l'Escola d'Arts i Oficis de Figueres i després va marxar a Alemanya durant 3 anys. A la tornada va reprendre classes a la Escola d'Art amb Ramon Reig, de tenidoria de llibres al Liceu Monturiol (1934) i a la Escola del Treball de Figueres, fins a principis de 1938.
Durant la postguerra, va estudiar a l'Escola Massana de Barcelona i amb el professor Armand Miravalls. El 1944 es va casar amb Francesc Padró Aiguaviva amb qui va tenir dos fills, Facund i Rosa. Va regentar amb el seu marit una drogueria on acollí, a la rebotiga, una tertúlia artística i literària on acudien intel·lectuals i artistes en temps de la dictadura. A principis dels anys 1960, va quedar vídua i va continuar regentant la drogueria.
Va pintar durant tota la seva vida i va deixar molta obra en col·leccions particulars. El seu genere preferit van ser les flors amb un cromatisme intens i textures quasi transparents. Però també va pintar paisatges com Rabós d'Empordà i Colera, on sortia a pintar amb el cavallet i estiuejava. Sempre va fer pintura figurativa.